# Eskil Albertsson
Axel Eskil Albert Albertsson (i riksdagen kallad Albertsson i Tenhult), född 12 september 1880 i Hakarps församling, Jönköpings län, död 17 april 1955 i Rogberga församling, Jönköpings län
, var en svensk lantbrukare och politiker (folkpartist).
Eskil Albertsson, som var son till en trädgårdsmästare, brukade en gård i Tenhult i Rogberga socken där han också var kommunalt aktiv som bland annat kommunalstämmans ordförande. Han var vidare aktiv i den lokala sparbanksrörelsen och var också ordförande i folkpartiets valkretsförbund i Jönköpings län. 
Han var riksdagsledamot i första kammaren för Jönköpings läns valkrets 1937-1947. I riksdagen var han bland annat suppleant i konstitutionsutskottet 1938-1945 och i statsutskottet 1944-1947. Han var främst engagerad i jordbruks- och bostadspolitiska frågor.